# Zekelita antiqualis
Zekelita antiqualis — вид лускокрилих комах з родини еребід (Erebidae).

## Поширення
Вид поширений у Південно-Східній Європі, на Близькому Сході, у Туреччині, в Кавказькому регіоні, Ірані та Афганістані. В Україні спостерігається в  південних регіонах.

## Спосіб життя
Імаго розлітаються з березня по квітень і в жовтні. Ймовірно, є кілька поколінь на рік. Личинки живляться шавлією лікарською та іншими видами глухокропивових.